# Habenaria boliviana
Habenaria boliviana är en orkidéart som beskrevs av Heinrich Gustav Reichenbach. Habenaria boliviana ingår i släktet Habenaria och familjen orkidéer.
Artens utbredningsområde är Bolivia. Inga underarter finns listade i Catalogue of Life.